# Kleingœft
Kleingœft (deutsch Kleingöft) ist eine französische Gemeinde mit 157 Einwohnern (Stand 1. Januar 2021) im Département Bas-Rhin in der Region Grand Est (bis 2015 Elsass). Die Nachbargemeinden sind Wolschheim im Nordosten, Westhouse-Marmoutier im Südosten und Lochwiller im Westen.

## Bevölkerungsentwicklung
| 1962 | 1968 | 1975 | 1982 | 1990 | 1999 | 2004 | 2014 | 2020 |
| ---- | ---- | ---- | ---- | ---- | ---- | ---- | ---- | ---- |
| 111  | 120  | 118  | 113  | 122  | 117  | 131  | 149  | 154  |

## Sehenswürdigkeiten
- Kirche und Kapelle Saint-Alban

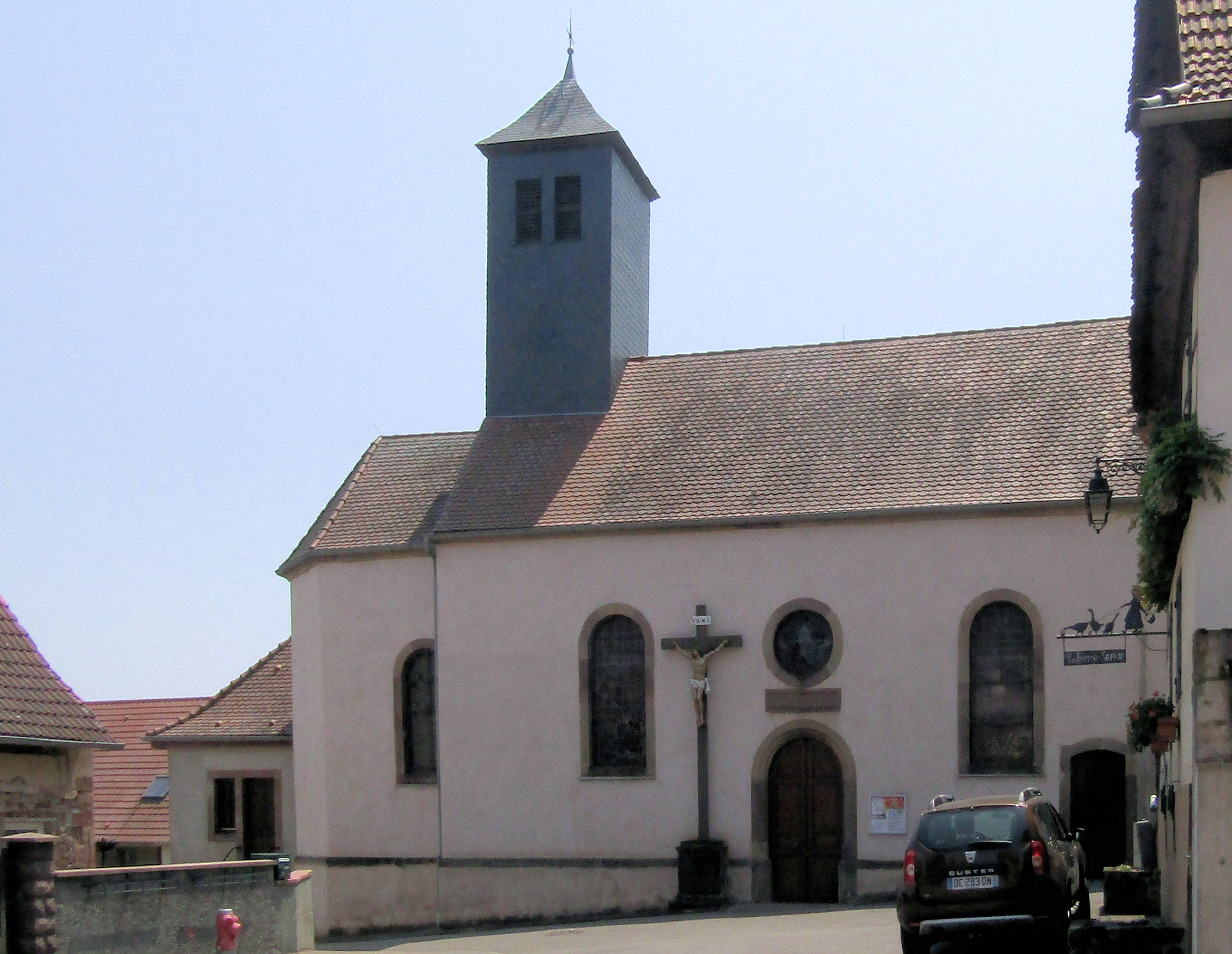
Kirche Saint-Alban
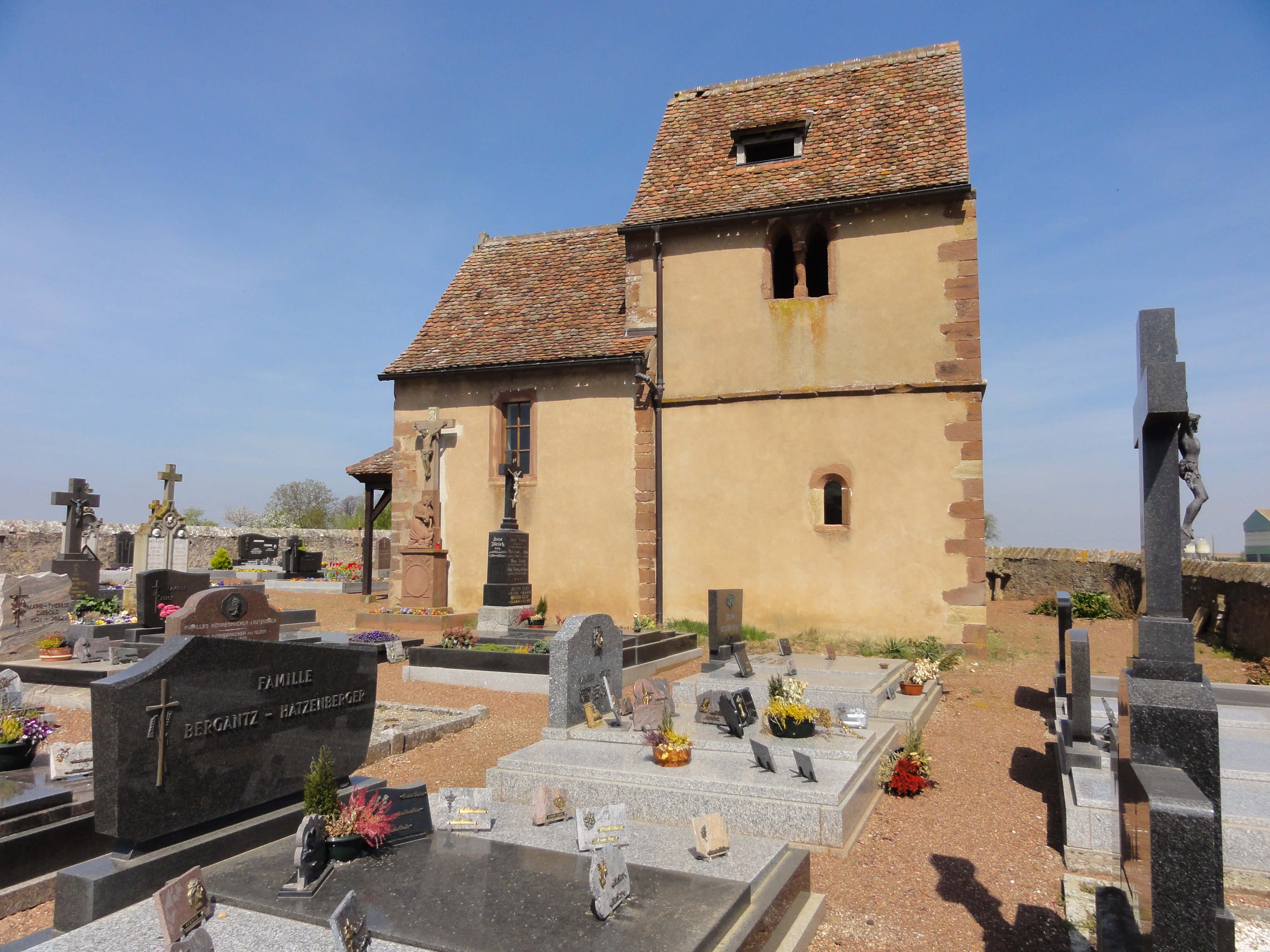
Kapelle Saint-Alban